# Myosoton
Genre
Classification APG III (2009)
Myosoton est un genre de plantes de la famille des Caryophyllacées.

## Liste d'espèces
Selon NCBI (15 mars 2012), ITIS (15 mars 2012) et Catalogue of Life (15 mars 2012) :
- Myosoton aquaticum (L.) Moench